# Беті Едні
Беатріс (Беті) Едні (англ. Beatrice "Beatie" Edney, нар. 23 жовтня 1962, Лондон) — англійська акторка. Едні є дочкою акторки Сільвії Сімс і Бенджаміна Едні.
Найбільш відома за роллю Хітер Маклауд у фільмах «Горець» (1986) і «Горець: Кінець гри» (2000). Вона також зіграла у багатьох фільмах і телесеріалах, включаючи такі проекти, як «Головний підозрюваний», «Інспектор Морс», «Льюїс», «Пуаро Агати Крісті» і «Полдарк».

## Вибрана фільмографія
- Горець (1986)
- Пригорща праху (1988)
- Інспектор Морс (1989)
- Пуаро Агати Крісті: Таємнича пригода в Стайлзі (1990)
- В ім'я батька (1993)
- Макгайвер: Шлях до кінця світу (1994)
- Головний підозрюваний (1995)
- Незнайомка з Вілдфелл-Холу (1996)
- Горець: Кінець гри (2000)
- Кімнати смерті: Загадки справжнього Шерлока Холмса (2001)
- Нові трюки (2009)
- Валландер (2010)
- Закон і порядок: Лондон (2010)
- Пуаро Агати Крісті: Годинник (2011)
- Льюїс (2013)
- Полдарк (2015)